# Coll (geomorfologia)

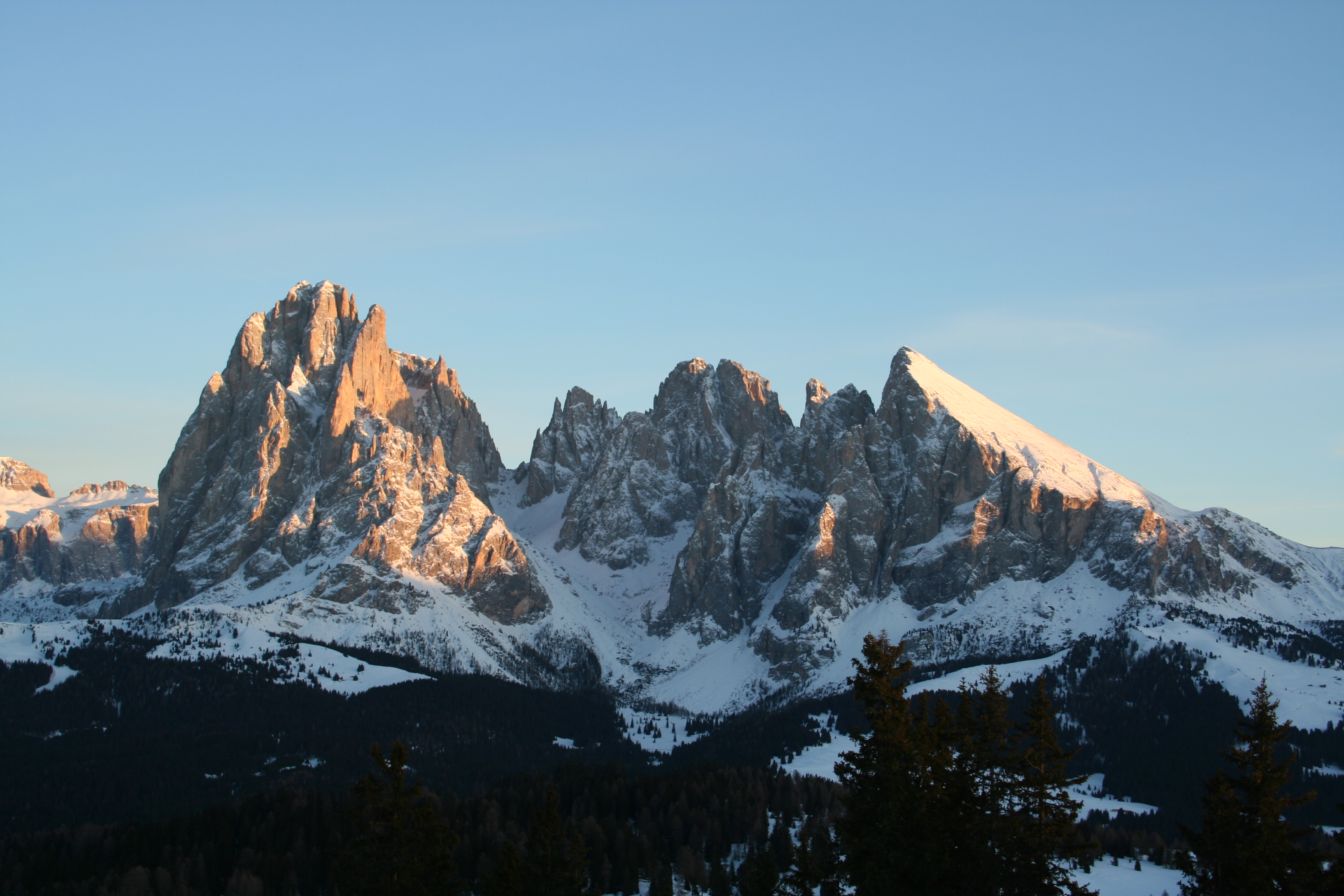
El grup Langkofel amb el coll de Langkofel (Langkofelscharte) ben visible a l'esquerra de la part central

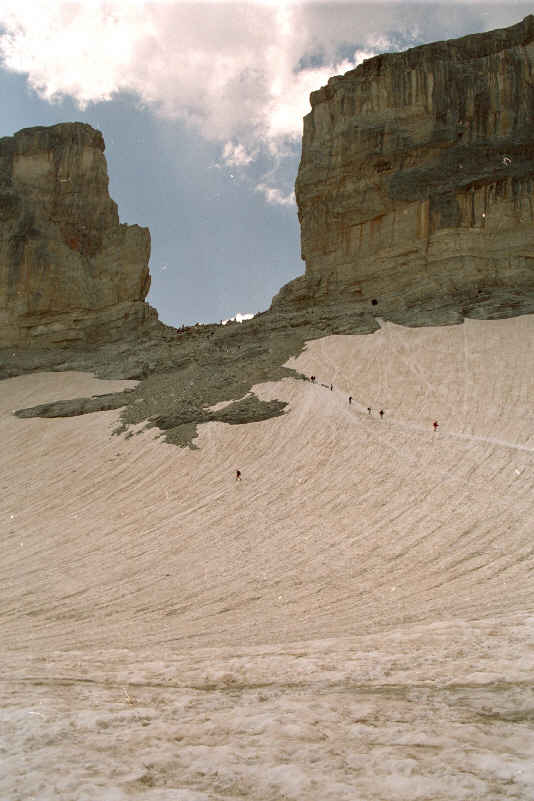
Brèche de Roland als Pirineus

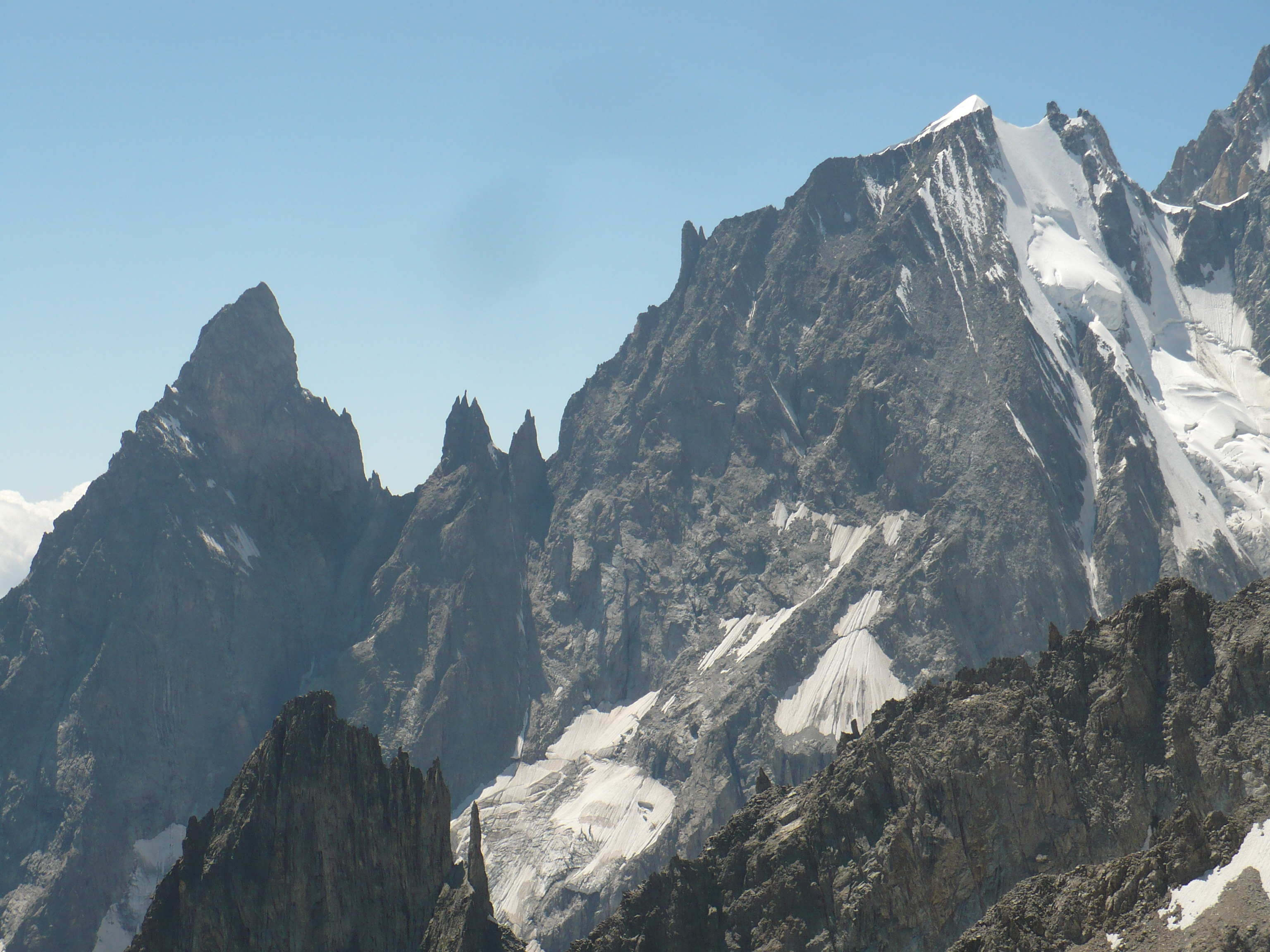
La cresta de Peuterey. D'esquerra a dreta Aiguille Noire de Peuterey (3773 m), Brèche-sud (3429 m), Dames Anglaises (3601 m), Brèche-central, L'Isolée, Brèche-nord (3491 m), Aiguille Blanche de Peuterey (4112 m) i coll de Peuterey (3934 m)

En geomorfologia, un coll, bretxa (en francès: brèche) o sella de muntanya, si és arrodonida i suau, és el punt més baix entre dos cims en una carena muntanyosa. També es pot anomenar pas, ja que sovint són travessats per pistes de mules o rutes d'escaladors, tot i que molts d'ells poden no ser transitables o adequats com a passos de muntanya. Per la seva definició el terme coll s'associa amb la part alta de les serralades.
Hi ha molts colls que no tenen nom i no són llocs de trànsit, és a dir, només es creuen per traspassar la línia de la carena de forma eventual. La majoria de cims dobles estan separats per prominents colls. La distinció amb altres noms per als trencaments de les serralades entre muntanyes, com ara collada, pot variar d'un lloc a un altre.

## Prominència
L'alçada d'un cim per sobre del seu coll més alt (anomenat prominència) és normalment una mesura del protagonisme topogràfic d'una muntanya. Els colls es troben a la línia de la divisòria d'aigües entre dues muntanyes, sovint en una cresta o aresta prominent. Per exemple, el coll més alt d'Àustria, l'Obere Glocknerscharte ("coll superior de Glockner", 3,766 m (AA)), es troba entre el Kleinglockner (3,783 m sobre el nivell del mar (AA)) i Großglockner (3,798 m sobre el nivell del mar (AA)), donant al Kleinglockner un protagonisme mínim de 17 metres.

## Galeria

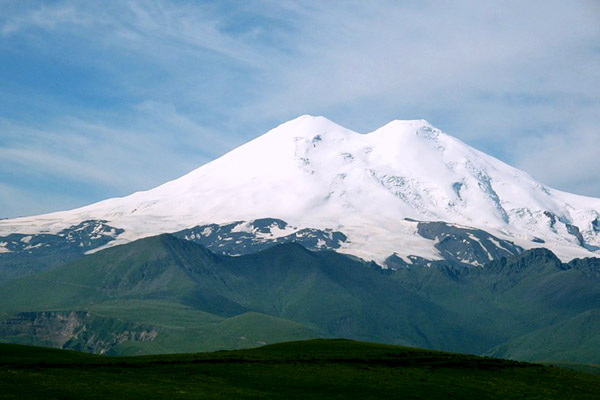
Els cims occidentals i orientals d'Elbrus estan separats per un coll o sella de muntanya profunda.
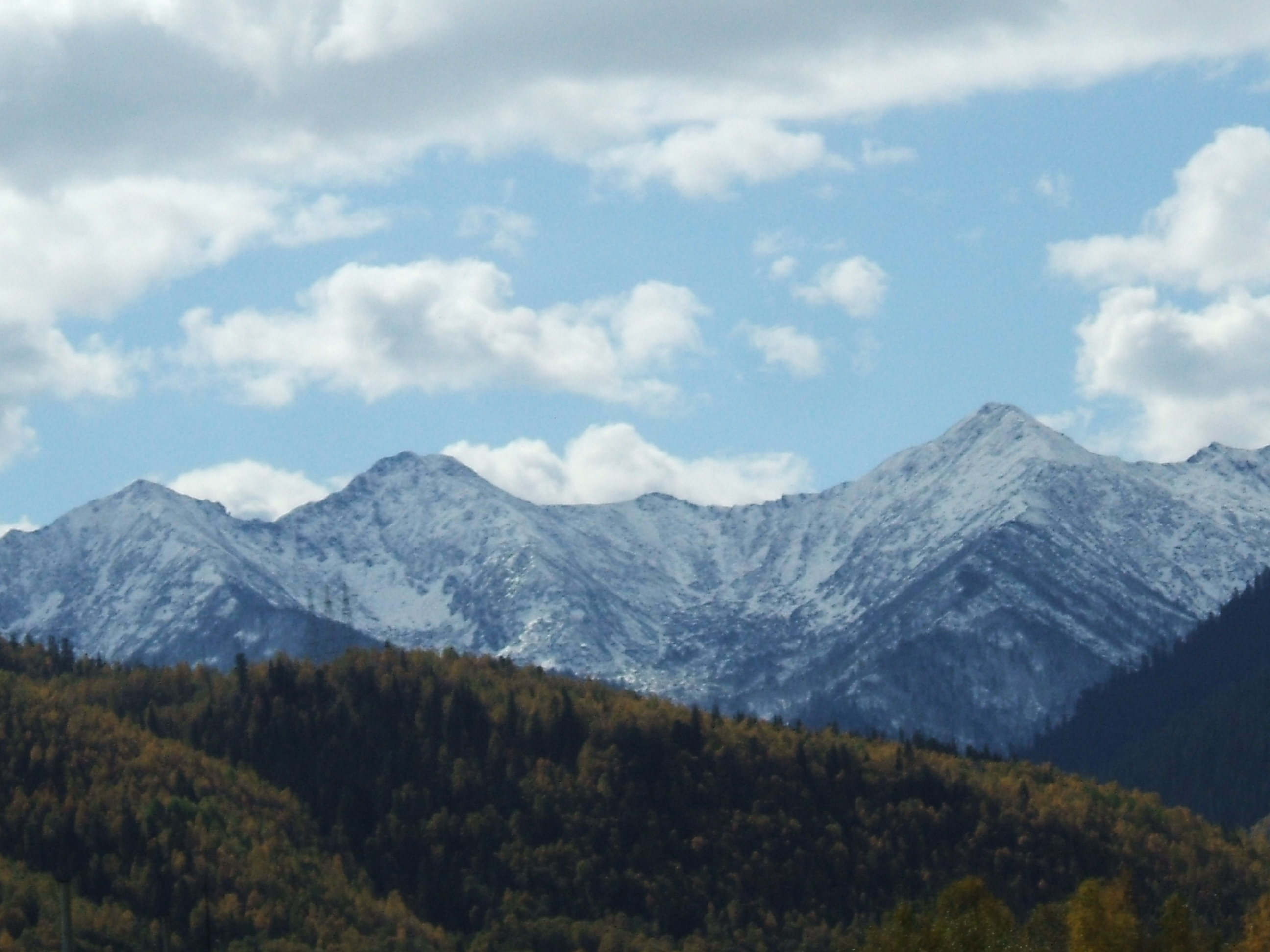
Cims i colls alterns a la cresta Hamar-Daban, Buryatia
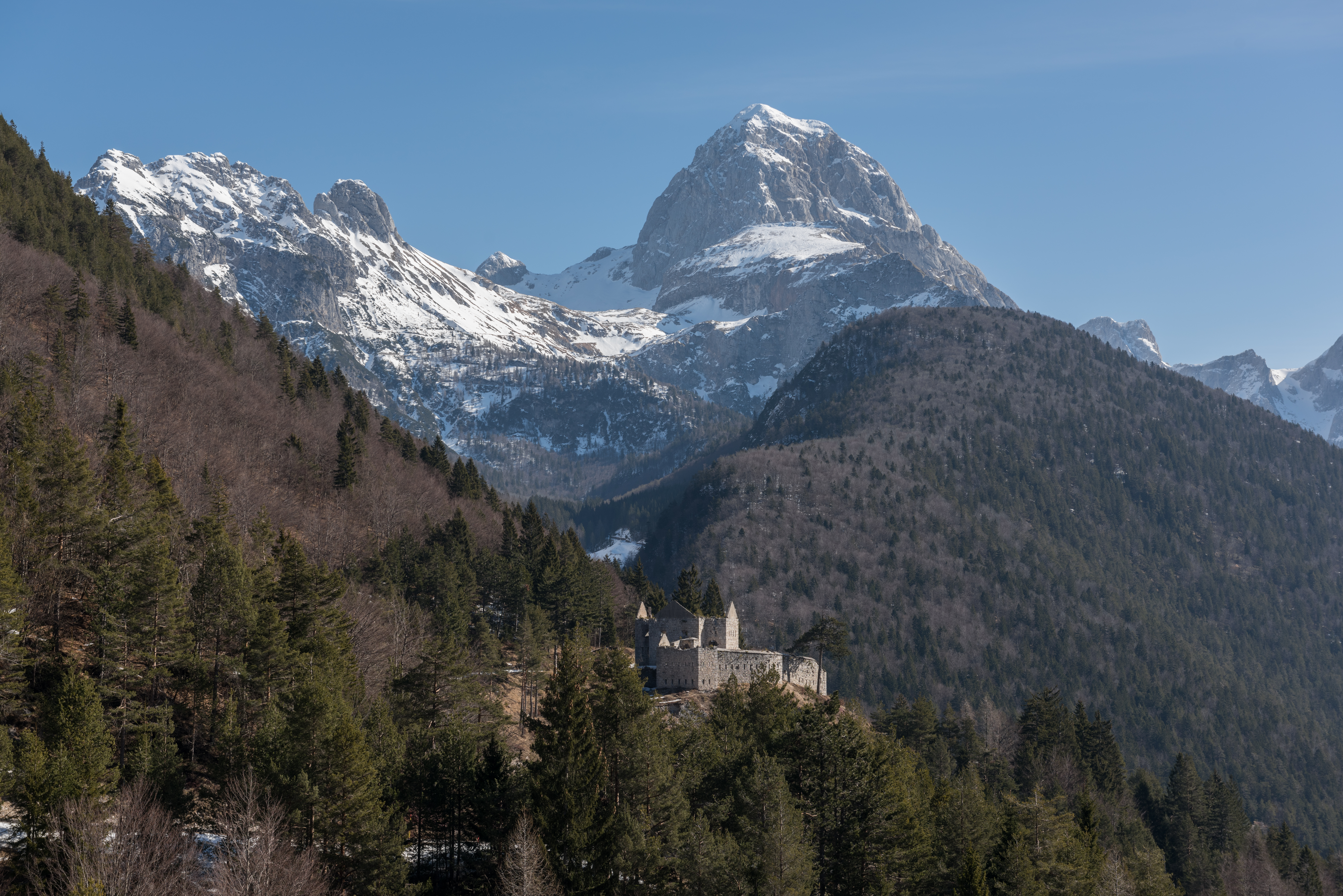
El fort es troba en un coll estratègicament important, a la frontera d'Eslovènia i Itàlia.